# 宮崎市立生目中学校
宮崎市立生目中学校（みやざきしりつ いきめちゅうがっこう）は、宮崎県宮崎市大字跡江にある公立中学校。

## 沿革
- 1947年5月8日　- 開校式及び第1回入学式を挙行する。
- 1950年7月13日 - 校歌が制定される。
- 1965年12月7日 - プールが竣工する。
- 1970年1月30日 - 体育館が竣工する。
- 1973年2月20日 - 完全給食を開始する。
- 1987年4月1日 - 生目中学校区の一部を分離し、生目南中学校を設置。

## 概要
- 生徒数 431人
- 学級数 14（通常学級13、特別支援学級1）
- 職員数 27名

　（2008年5月1日現在）

## 学区
- 生目小学校 通学区域の一部
- 小松台小学校 通学区域

## 交通
宮崎交通バス　「生目」停留所下車 北へ徒歩5分

## 著名な関係者
戸敷正（政治家、前宮崎市長）